# Abbie Hoffman
Abbott Howard Hoffman (30 de noviembre de 1936 - 12 de abril de 1989), conocido como Abbie Hoffman, fue un activista social, escritor y político estadounidense de origen judío, cofundador del Partido Internacional de la Juventud (Youth International Party, "Yippies"). Se convirtió en un fugitivo de la ley y vivió bajo un alias, condenado por traficar con cocaína. Fue un emblema de la contracultura de los años 1960.
Hoffman fue arrestado y juzgado por conspiración e incitación a la violencia por su actuación durante las protestas violentamente reprimidas durante la Convención Nacional del Partido Demócrata de 1968. Como consecuencia de esos hechos, fue enjuiciado por orden del gobierno de Richard Nixon, junto a otros siete activistas conocidos primero como los Ocho y luego como los Siete de Chicago, una vez que el juicio contra uno de ellos fue declarado inválido. Debido a sus flagrantes irregularidades durante todo el proceso, el juicio fue declarado nulo por la Corte de Apelaciones.
Hoffman tomó importancia en los años 1960, aunque practicó la mayor parte de su activismo en los 70, y ha quedado como un símbolo de la rebelión juvenil y el activismo radical de esa década. En su autobiografía de 1980 Demasiado pronto para ser una película, se describió a sí mismo como un anarquista (de línea anarcocomunista).

## Biografía
Hoffman nació en el seno de una familia judía en Worcester, Massachusetts. Luego de ser expulsado de la escuela pública, concurrió a la Academia Worcester. Se graduó en 1955. Luego ingresó en la Universidad Brandeis, donde estudió con Herbert Marcuse, un destacado marxista teorizador crítico asociado con la Escuela de Fráncfort y con el freudomarxismo. Allí obtuvo una licenciatura en 1959 y posteriormente una maestría en psicología por la Universidad de California en Berkeley.
En 1960, Hoffman se casó con Sheila Karklin y tuvieron dos hijos. Se divorciaron en 1966. En 1967 volvió a casarse, esta vez con Anita Kushner. Tuvieron otro hijo, América Hoffman (cuyo nombre a propósito comienza con una letra "a" minúscula para indicar patriotismo y antijingoísmo). Si bien se separaron cuando Abbie se convirtió en fugitivo en 1973 y se enamoró de Johanna Lawrenson en 1974, Abbie y Anita se divorciaron formalmente en 1980. 

### Primeras protestas
Antes de sus días como líder del movimiento "Yippie", Hoffman estuvo involucrado con el Comité Coordinador Estudiantil No Violento (Student Nonviolent Coordinating Committee, o SNCC), y organizó una "Casa Libertaria", que vendía artículos para apoyar el Movimiento por los Derechos Civiles en el sur de Estados Unidos.
Durante la Guerra de Vietnam, Hoffman fue un activista antiguerra que usó tácticas deliberadamente cómicas y teatrales, como la manifestación en masa en la que más de 50.000 personas intentaron sin éxito hacer levitar El Pentágono usando energía psíquica hasta el punto en que se pusiera color naranja y comenzara a vibrar, momento en que decían terminaría la guerra. Hoffman tuvo éxito en convencer a numerosos "hippies" para que tuvieran un rol más activo en la política de su época. Otro truco en los tiempos de la guerra fue su anuncio de que la última forma de drogarse era insertándose bananas rectalmente. Su esperanza era que los científicos del Pentágono lo probasen. [cita requerida]
Otra de las protestas encabezadas por Hoffman tuvo lugar el 24 de agosto de 1967, cuando lideró a un grupo que se oponía al capitalismo (y otras cosas, incluyendo la Guerra de Vietnam) a la galería de la Bolsa de Nueva York (New York Stock Exchange, NYSE). Los manifestantes lanzaron puñados de billetes (la mayoría falsos) de un dólar hacia donde estaban los corredores de bolsa, que empezaron a pelearse frenéticamente para agarrar el dinero. Hoffman afirmó estar intentando mostrar que, metafóricamente, eso es lo que los agentes de la Bolsa del NYSE "ya estaban haciendo". "Nosotros no llamamos a los periodistas," escribió Hoffman, "en aquella época nosotros todavía no teníamos conocimiento del concepto de un media event." Los periodistas rápidamente respondieron, y por la tarde el suceso salió en las noticias. El NYSE entonces instaló vidrios a prueba de balas en la galería, para prevenir que este tipo de protesta volviese a interferir con el intercambio.

### Los Siete de Chicago
Hoffman fue arrestado y juzgado por "conspiración" e "incitación de disturbios" por el papel que desempeñó en las protestas en oposición a la guerra de Vietnam, que llevaron a violentas represiones por parte de la policía durante la Convención Nacional Demócrata de 1968 en Chicago.
Los acusados fueron conocidos como los Siete de Chicago (inicialmente conocidos como los Chicago Eight), que también incluyó a sus compañeros Yippies Jerry Rubin y Juice Box, el cofundador del Black Panther Party Bobby Seale, David Dellinger, Rennie Davis, John Froines, Lee Weiner y el futuro senador por California Tom Hayden. 
El juicio fue presidido por el juez Julius J. Hoffman (que no tenía ningún parentesco con Abbie, de lo que Abbie se mofó durante todo el juicio). Las ocurrencias de Abbie Hoffman muchas veces llegaban a los titulares de los periódicos; cierto día, los acusados Hoffman y Rubin aparecieron en el tribunal vestidos con togas judiciales, mientras que en otra ocasión, Hoffman juró como testigo con su mano haciendo un corte de mangas.
El juez Hoffman se convirtió en el blanco preferido de los defensores de los Siete de Chicago, quienes muchas veces insultaban al juez a la cara. Abbie Hoffman le dijo al juez Hoffman "usted es una vergüenza para los judíos". "Mejor hubiera sido que usted colaborara con Hitler". Luego agregó: "Su idea de justicia es la única obscenidad en este recinto". Tanto Davis como Rubin le dijeron al juez "esta corte está llena de mentiras." 
El jurado encontró a todos los acusados inocentes del cargo de conspiración, pero encontró a cinco de ellos (Hoffman, Rubin, Dellinger, Davis and Hayden)  como culpables de incitar a un disturbio masivo. El juez Hoffman les impuso entonces la pena máxima para dicho delito: cinco años de prisión y 5.000 dólares de multa. Hoffman condenó también a todos los acusados y sus dos abogados (William Kunstler y Leonard Weinglass) a largas condenas a prisión por «desacato». Al recibir la sentencia, Hoffman sugirió al juez que probase LSD y se ofreció para ponerle en contacto con un "traficante que conocía en Florida."
Por sus manifiestas irregularidades, el juicio fue declarado nulo por la Corte de Apelaciones del Séptimo Circuito, al igual que las condenas por desacato.

### Woodstock
En el Festival de Woodstock de 1969, Hoffman interrumpió el concierto de The Who para dar un discurso de protesta en contra del encarcelamiento de John Sinclair, del Partido de las Panteras Negras. Se hizo con un micrófono y gritó "¡Creo que esto es una mierda! Mientras que John Sinclair se pudre en prisión...". El guitarrista de The Who, Pete Townshend, molesto con la interrupción, cortó a Hoffman a mitad de frase, gruñendo: "¡Lárgate, fuera de mi jodido escenario!" ("Back off! Back off my fucking stage!").
Acto seguido golpeó a Hoffman con su guitarra, provocándole una aparatosa caída fuera del escenario. Townshend más tarde dijo que estaba de acuerdo con Hoffman acerca del encarcelamiento de Sinclair, pero razonó que le hubiese derribado fuera del escenario sin importar su mensaje.
Según Hoffman, en su autobiografía, el incidente aconteció como sigue: 

"Si alguna vez escuchas algo sobre mí en conexión con el festival, no fue por tocar «Florence Nightingale» para los hippies. Lo que escuchaste fue lo siguiente: 'Oh, ése, sí, ¿el que cogió el micrófono, intentó dar un discurso cuando Peter Townshend le partió la cabeza con su guitarra? He encontrado un sinnúmero de referencias al incidente, incluso un colosal mural de la escena. Lo que no he podido encontrar es una sola foto del incidente. ¿Por qué? Porque en realidad no ocurrió.

Yo tomé el micrófono, y di una corta charla acerca de John Sinclair, que acababa de ser sentenciado a 10 años en la Penitenciaría del Estado de Míchigan por dar dos porros de hierba a dos policías secretos, y cómo deberíamos tener la entereza que mantuvimos en la casa Woodstock para liberar a nuestros hermanos y hermanas de la cárcel. Algo así. Townshend, que había estado afinando, se dio la vuelta y chocó conmigo. No fue un incidente en realidad. Cientos de fotos y miles de películas existen representando ese escenario, pero no hay ninguna foto de la tan comentada escena."

### Fugitivo
En 1971, Hoffman publicó la obra Roba este libro, que daba consejos a los lectores sobre cómo hacer para vivir gratis. Muchos de sus lectores siguieron el consejo de Hoffman y robaron el libro, por lo que numerosas librerías se negaban a tenerlo en sus anaqueles. También fue el autor de otros libros, tales como Para América con amor.
Hoffman fue arrestado en 1973 por intento de vender y distribuir cocaína. Siempre sostuvo que agentes encubiertos de la policía lo habían inducido a un negocio de drogas y le habían colocado valijas con cocaína en su oficina. Hoffman posteriormente se escapó estando libre bajo fianza y estuvo como fugitivo de las autoridades durante varios años. A pesar de ello, durante este periodo, utilizando el nombre de "Barry Freed", ayudó a coordinar una campaña sobre el medio ambiente a favor del St. Lawrence River (Save the River organization). En 1980 se entregó a las autoridades y recibió un año de sentencia. El 4 de septiembre de 1980 apareció en el programa televisivo 20/20 en una entrevista con Barbara Walters.
Hoffman continuó siendo un influyente periodista radical, publicando algunos artículos en la radical revista Ramparts Magazine. Su artículo en la Playboy Magazine (octubre de 1988) resumiendo las conexiones que constituyen el "October Surprise" por primera vez llamó la atención sobre la supuesta conspiración a un amplio rango de lectores estadounidenses.
Su vida fue dramatizada en la película del año 2000 Roba esta película, además de aparecer en la película The Trial of the Chicago Seven, interpretado por Sacha Baron Cohen.

### Suicidio
Hoffman sufría desorden bipolar (Jezer, 1993), y fue encontrado muerto el 12 de abril de 1989, a los 52 años. Su muerte fue causada por la ingestión de  píldoras de fenobarbital. Su nota de suicidio decía: "Es demasiado tarde. No podemos ganar. Se han hecho demasiado poderosos". Se sabe que se había angustiado por el diagnóstico de cáncer de su anciana madre, quien terminó falleciendo en 1996 a los 90 años.[cita requerida]

## Discografía

### Palabra hablada
- Wake Up, America!, Big Toe Records (1970) http://www.ubu.com/sound/hoffman.html